# Ritu Arya
Ritu Arya (Guildford, 17 settembre 1988) è un'attrice britannica.
È salita alla ribalta per aver interpretato Lila Pitts nella serie Netflix The Umbrella Academy.

## Carriera
Nata a Guildford, nella contea del Surrey, Arya si è laureata all'Università di Southampton e successivamente ha frequentato l'Oxford School of Drama.
Ha raggiunto la notorietà prendendo parte, tra il 2007 e il 2013 alla soap opera Doctors, recitando il ruolo della psichiatra Megan Sharma. Dopo alcuni ruoli minori in singoli episodi di serie TV, nel 2020 è stata scritturata per il ruolo di Lila Pitts nella seconda e terza  stagione di The Umbrella Academy. Nel 2021 è tra i protagonisti del colossal Red Notice, al fianco di Dwayne Johnson, Ryan Reynolds e Gal Gadot.
Dal 2019 è legata sentimentalmente all’attore David Castaneda, conosciuto sul set di The Umbrella Academy 

## Filmografia

### Cinema
- My Beautiful White Skin, regia di Stuart Gatt – cortometraggio (2015)
- Daphne, regia di Peter Mackie Burns (2017)
- Jessamine, regia di George Akers – cortometraggio (2017)
- The Super Recogniser, regia di Jennifer Sheridan – cortometraggio (2017)
- Lady Parts, regia di Nida Manzoor – cortometraggio (2018)
- Last Christmas, regia di Paul Feig (2019)
- Red Notice, regia di Rawson Marshall Thurber (2021)
- Polite Society - Operazione matrimonio (Polite Society), regia di Nida Manzoor (2023)
- Barbie, regia di Greta Gerwig (2023)

### Televisione
- The Tunnel – serie TV, episodio 1x06 (2013)
- Doctors – soap opera, 38 puntate (2013, 2017)
- Sherlock – serie TV, episodio 3x02 (2014)
- Humans – serie TV, 5 episodi (2016-2018)
- We the Jury – serie TV, episodio 1x01 (2016)
- Crackanory – serie TV, episodi 4x01-4x05 (2017)
- The Good Karma Hospital – serie TV, 4 episodi (2018-2019)
- The Man, regia di Julia Ford  – miniserie TV (2019)
- Doctor Who – serie TV, episodio 12x05 (2020)
- The Stranger – miniserie TV, puntata 03 (2020)
- Feel Good – serie TV, 5 episodi (2020)
- The Umbrella Academy – serie TV, 30 episodi (2020-2024)
- Attacco al potere - Paris Has Fallen (Paris Has Fallen), regia di Oded Ruskin e Hans Herbots – miniserie TV, 8 puntate (2024)

## Doppiatrici italiane
Nelle versioni in italiano delle opere in cui ha recitato, Ritu Arya è stata doppiata da:
- Lidia Perrone in Humans
- Perla Liberatori in The Stranger
- Domitilla D'Amico in The Umbrella Academy
- Erica Necci in Red Notice
- Benedetta Degli Innocenti in Attacco al potere - Paris Has Fallen